# Bartąg
Bartąg (niem. Groß Bertung) – wieś w Polsce na Warmii położona w województwie warmińsko-mazurskim, w powiecie olsztyńskim, w gminie Stawiguda.
W latach 1954–1972 wieś należała i była siedzibą władz gromady Bartąg. W latach 1975–1998 miejscowość administracyjnie należała do województwa olsztyńskiego.
Wieś położona jest nad rzeką Łyną i na zachód od jeziora Bartąg.

## Nazwa

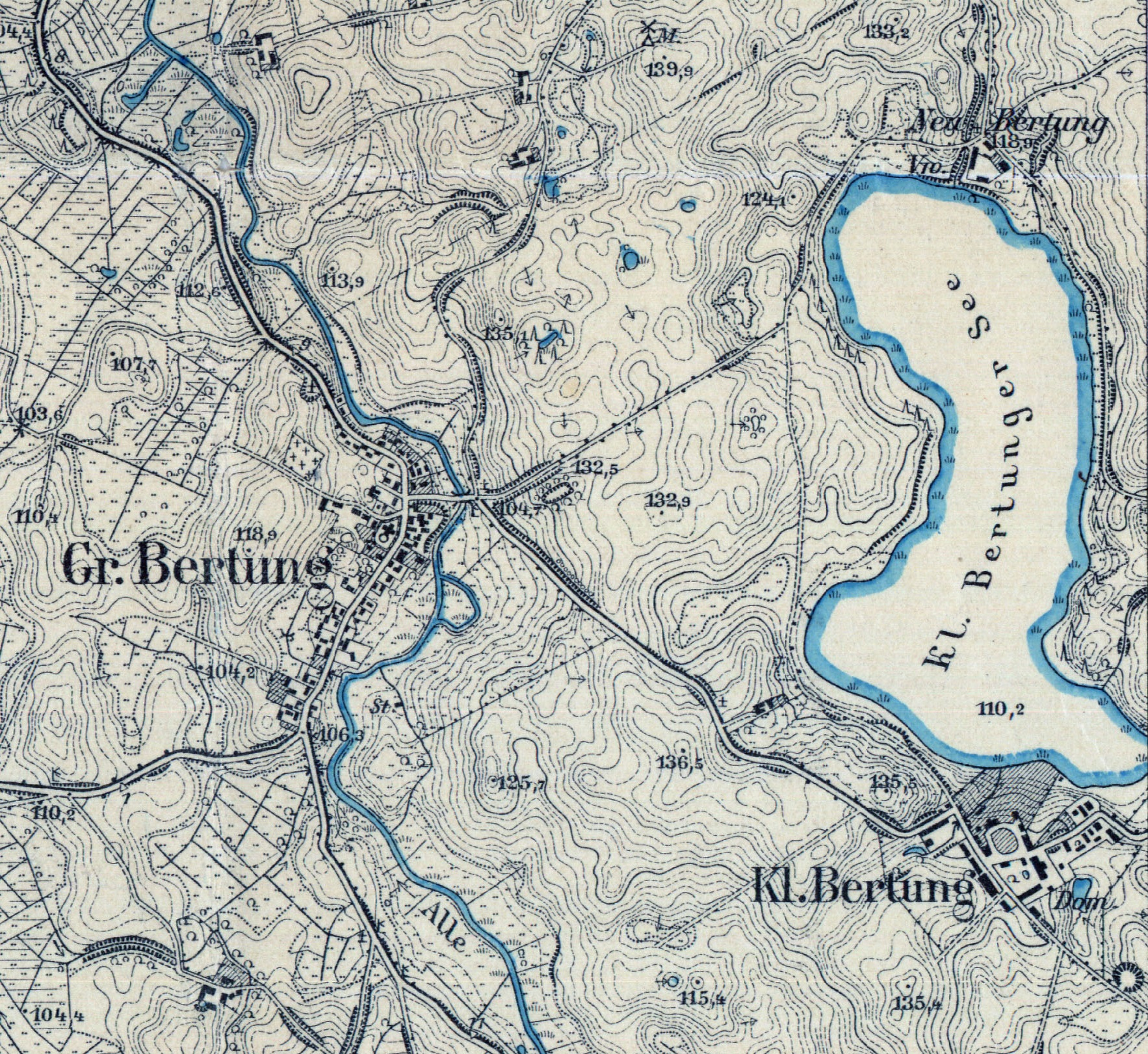
Bartąg, Bartążek i Owczarnia, mapa topograficzna z 1914 roku

Wieś wzięła swą nazwę od pruskiego pola osadniczego (lauksu) o nazwie Berting lub Bertingen (Bertyng), leżącego nad jeziorem o tej samej nazwie. Pole dało nazwę większej jednostce terytorialnej Ziemi Bertingen (południowa część późniejszego komornictwa olsztyńskiego na Warmii). Prawdopodobnie nazwa nawiązuje do bartnictwa.
W źródłach średniowiecznych wieś występowała pod nazwą Niemiecki Bartąg (łac. Berting Teutonica, dawn. niem. Deutsche Bertyng), dla odróżnieniu od sąsiedniego Bartążka, które nazywano Pruskim Bartągiem (dawn. niem. Preuschze Bertyng).
Niemiecka nazwa wsi to Groß Bertung (dosł. Bartąg Wielki), w odróżnieniu od Bartążka (niem. Klein Bertung, dosł. Bartąg Mały) oraz folwarku Owczarnia (Neu Bertung, dosł. Nowy Bartąg). Używano także samej nazwy Bertung lub nazwy Bertingshusen. 
Spolszczona forma Bartąg była od dawna używana przez polskojęzycznych mieszkańców południowej Warmii.
Obecna nazwa została administracyjnie zatwierdzona 12 listopada 1946.

## Historia

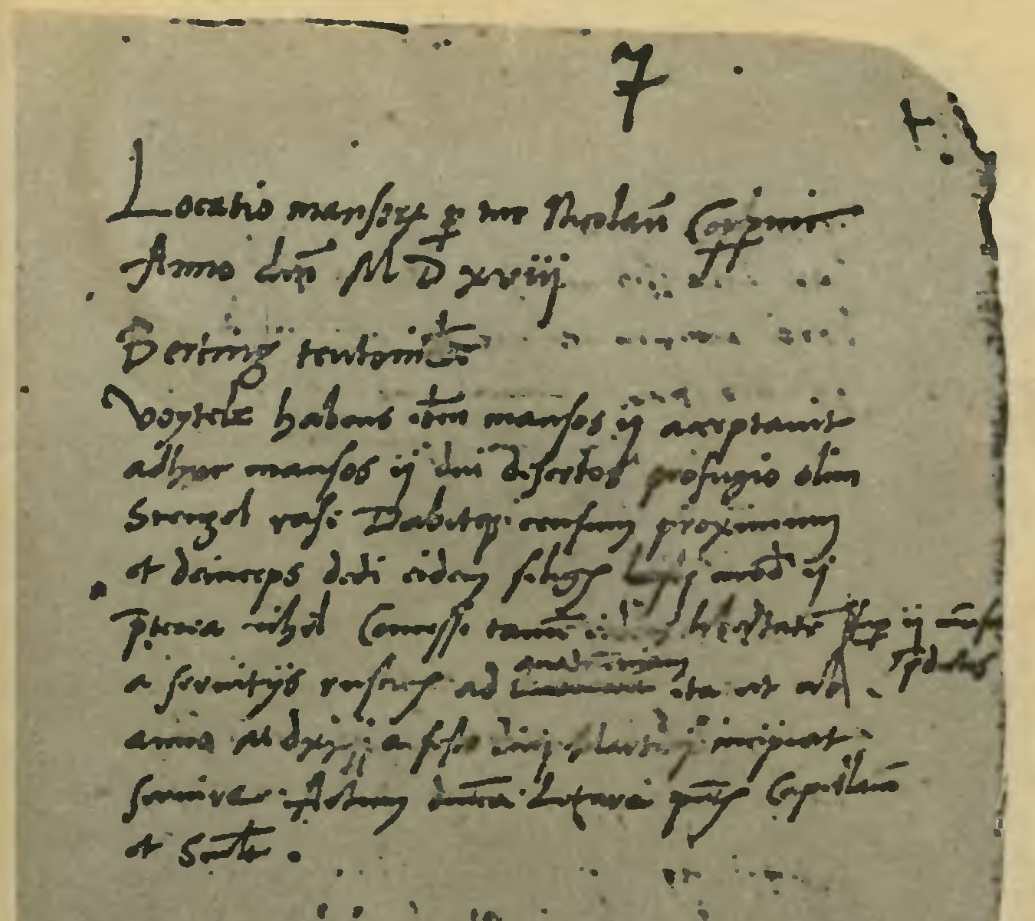
Lokacja dokonana w Bartągu (Berting Teutonica) w 1518 roku. Własnoręczny wpis Mikołaja Kopernika w Locationes mansorum desertorum

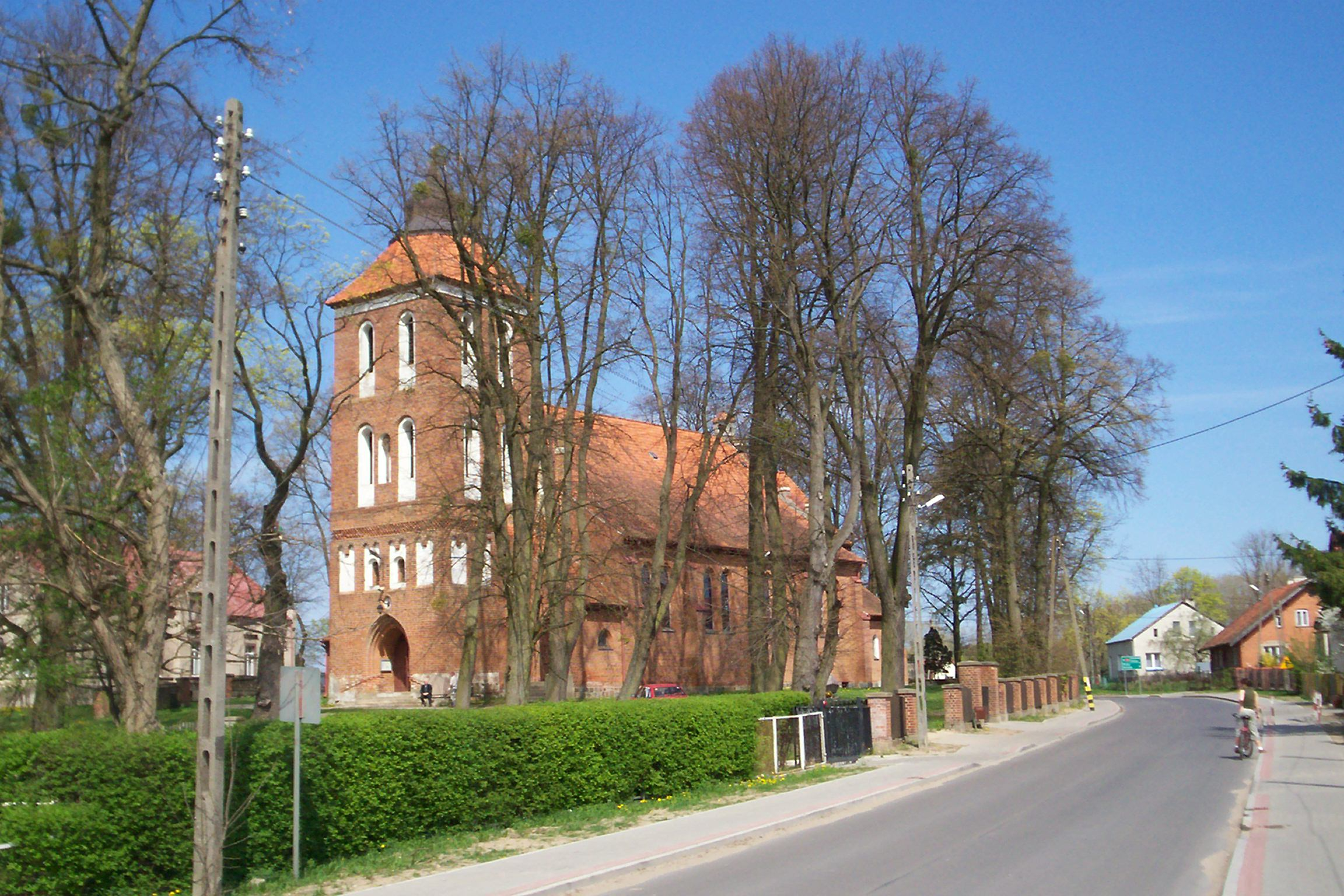
Centrum wsi z widokiem kościoła

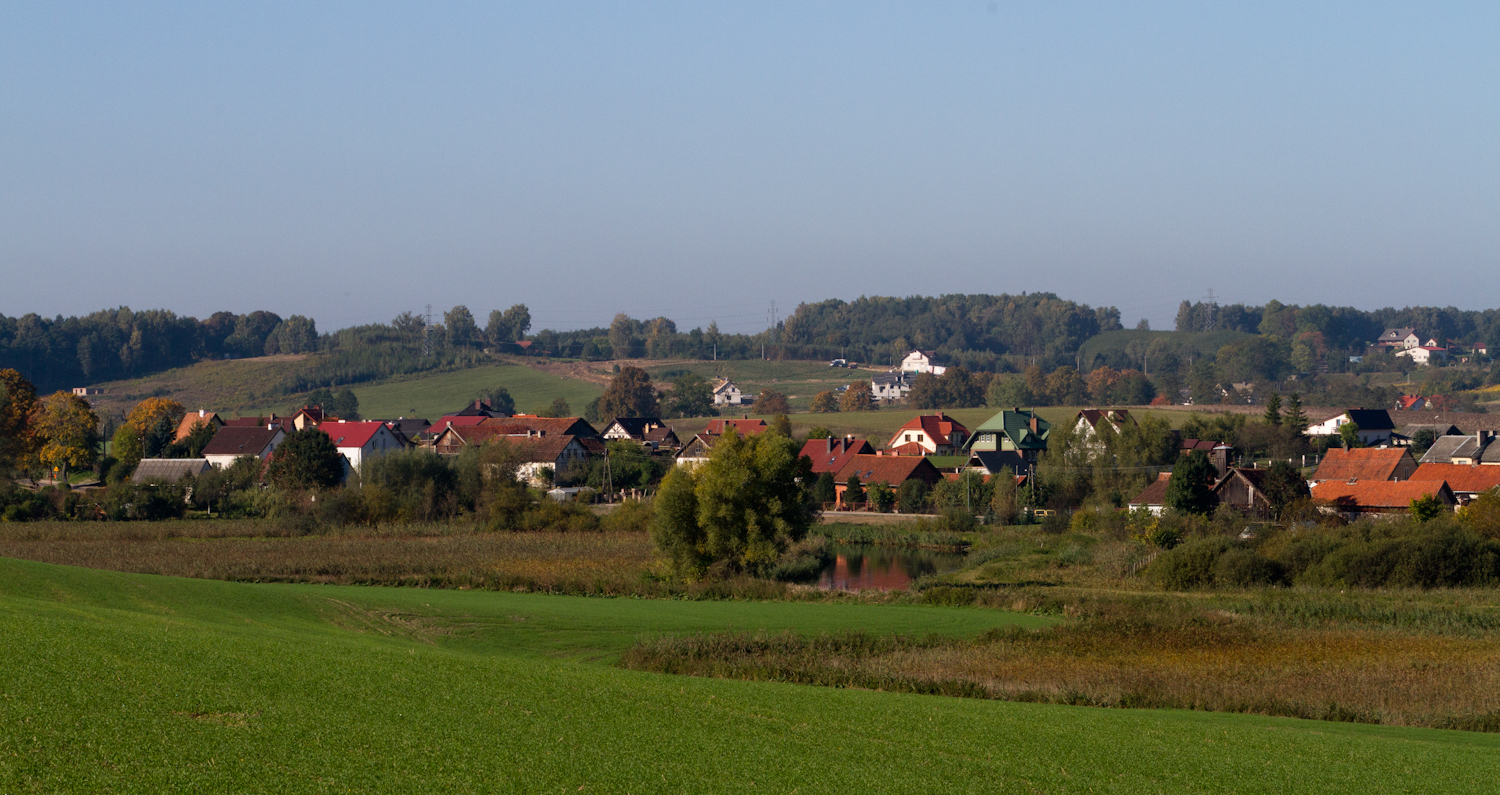
Panorama wsi we wrześniu

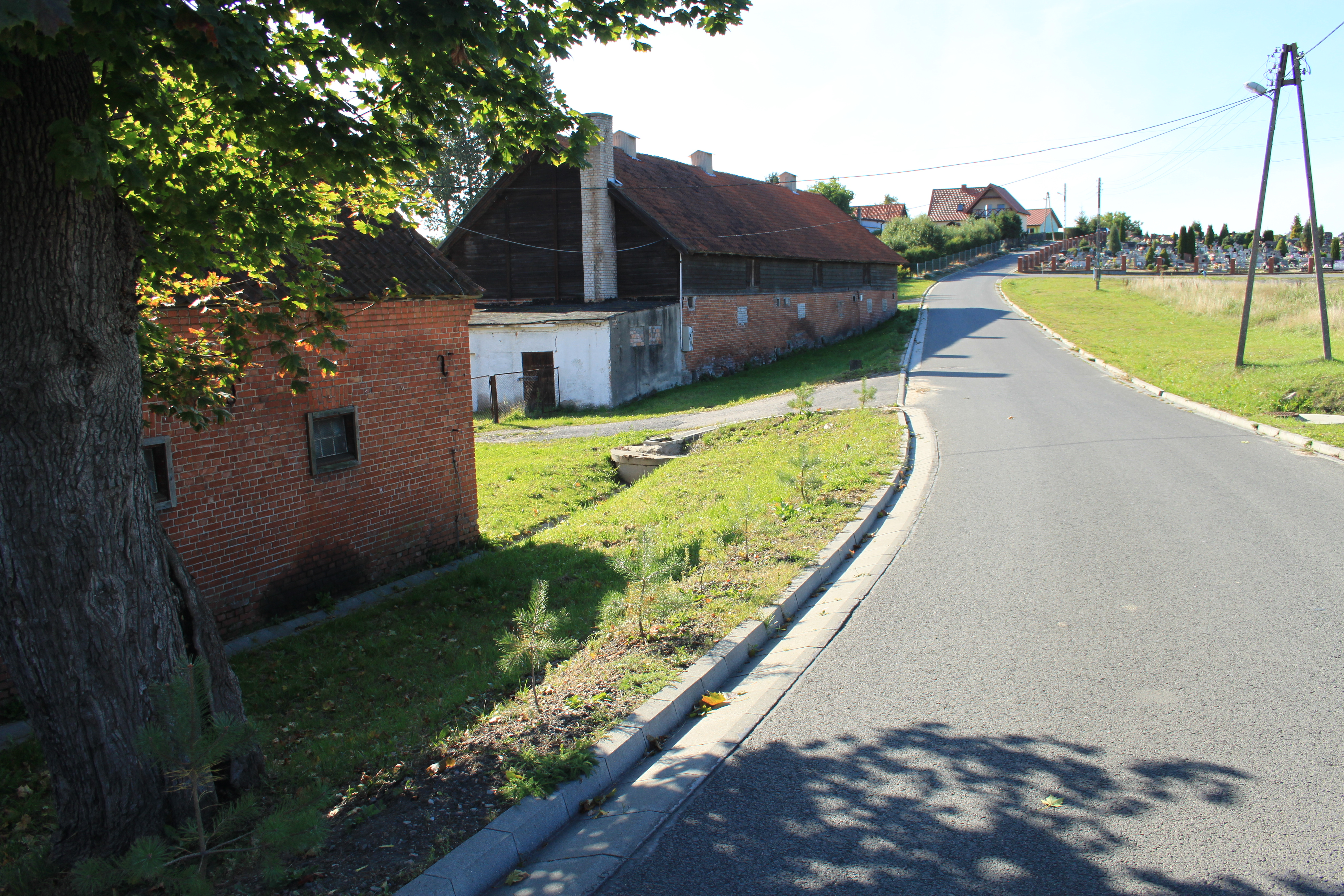
Widok na drogę i cmentarz

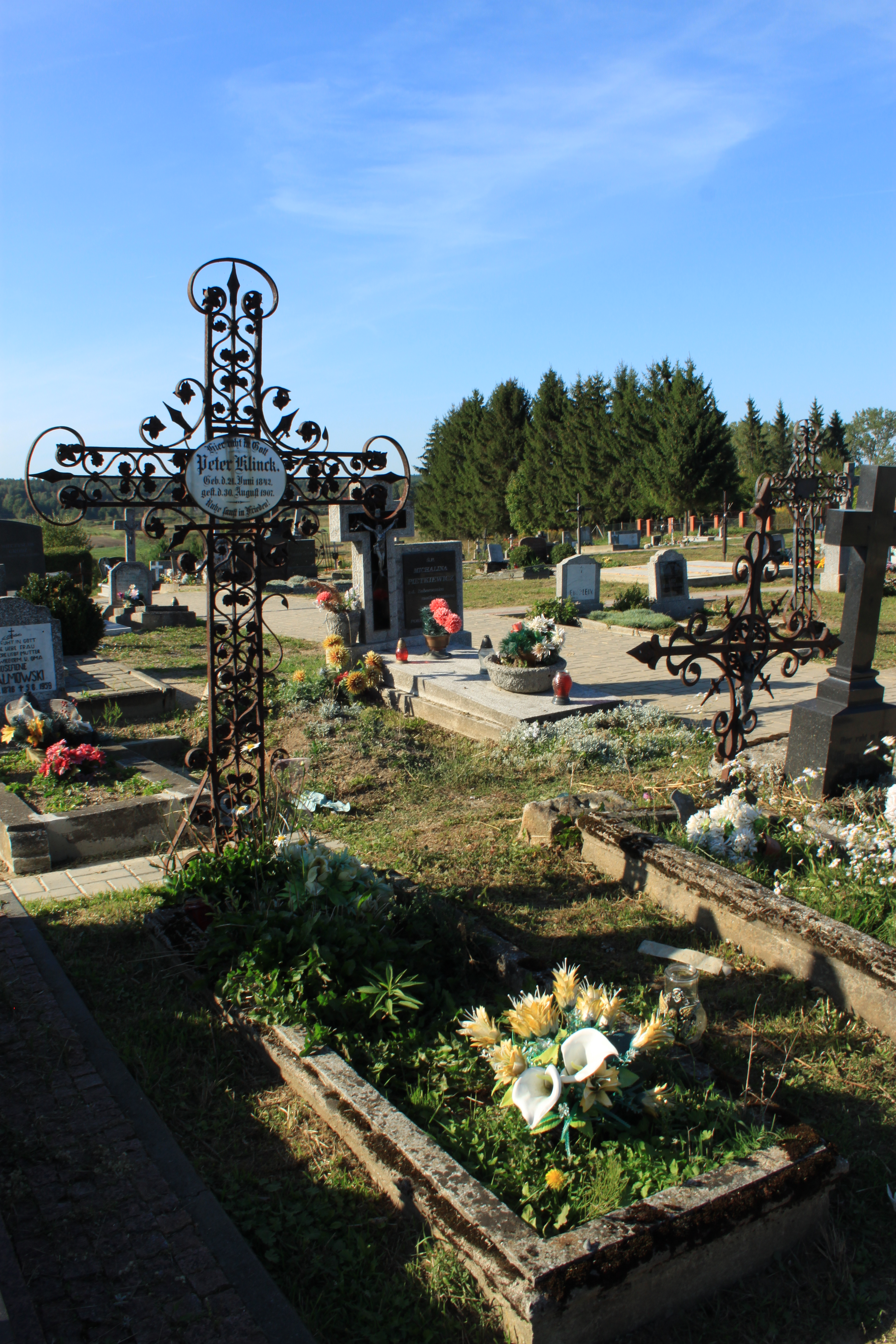
Cmentarz, jeden z wielu niemieckich grobów

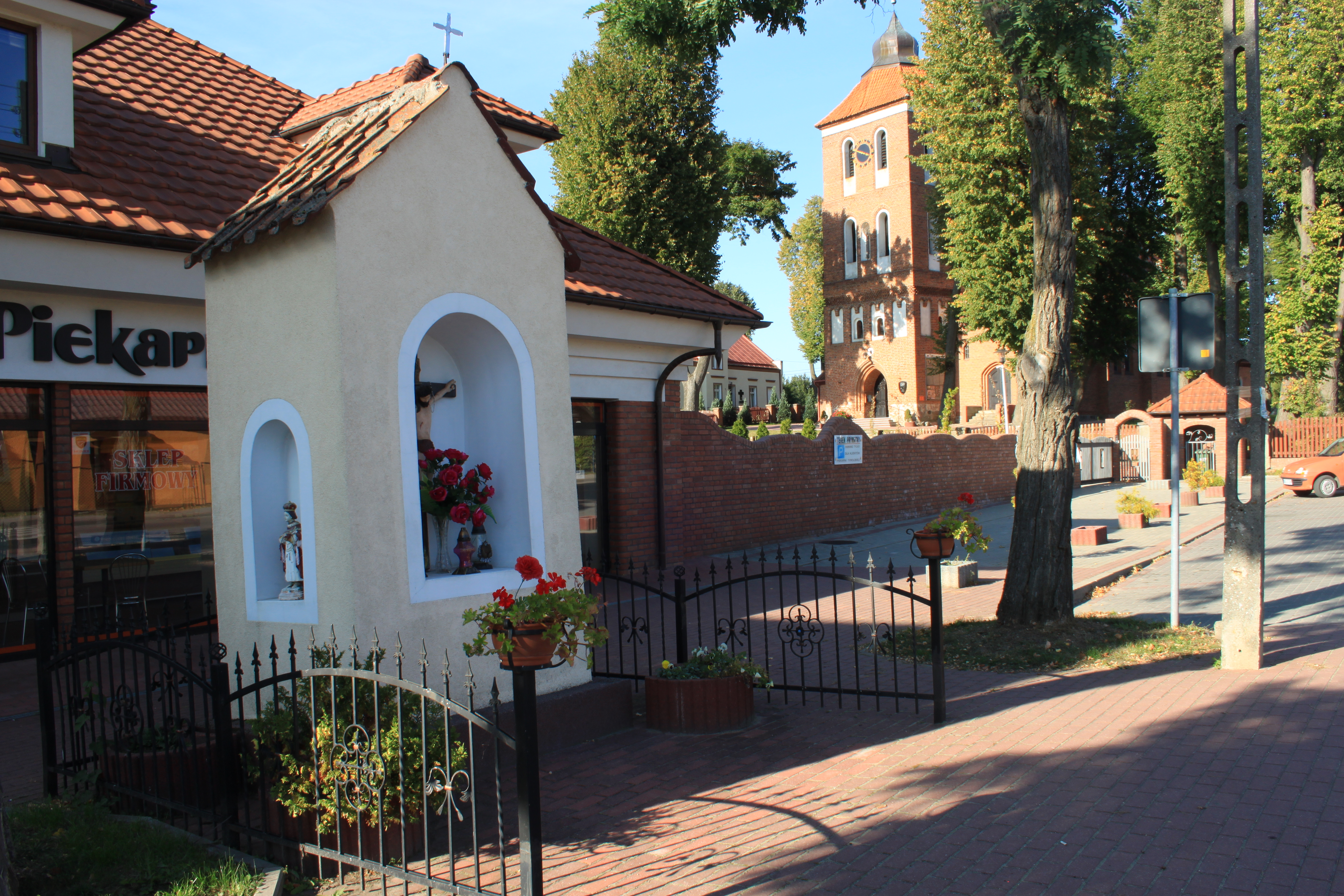
Kapliczka przydrożna w centrum wsi

Bartąg powstał w miejscu wcześniejszego osadnictwa. W pobliżu odnaleziono ślady ludzkiej bytności z neolitu oraz „skarb” pochodzący z VI-VII w.
W czasach pruskich znajdowało się tutaj pole osadnicze (lauks) o nazwie Berting (Bertingen), które dało nazwę Ziemi Bertingen, pruskiej jednostce osadniczej należącej do Galindii. W XIII wieku Galindia była już opustoszała, prawdopodobnie z powodu najazdów litewskich lub polskich. Po podboju Prus przez zakon krzyżacki Ziemia Bertingen została włączona do Warmii i znalazła się pod administracją fromborskiej kapituły warmińskiej. 
W roku 1334 warmiński wójt krajowy Henryk von Luter założył na terenie lauksu Berting drewniano-ziemną strażnicę, która miała chronić osadników przed najazdami litewskimi. Zameczek ten znajdował się prawdopodobnie między obecnymi wsiami Bartążek i Bartąg lub według innej teorii na terenie pobliskiego majątku Kielary. Decyzja ta umożliwiała sprawniejsze sprowadzanie osadników oraz lokacje nowych wsi i majątków rycerskich.
W 1335 roku w pobliżu zameczku na terenie pola osadniczego Berting założono pierwszą osadę – majątek rycerski Bartążek. Osadnikami byli Prusowie, prawdopodobnie pochodzący z północnej Warmii. Z czasem w ziemi Bertingen i sąsiedniej Gudikus powstało szereg wsi czynszowych (min. sąsiednie Jaroty w 1342). Te dwa obszary osadnicze utworzyły komornictwo olsztyńskie, na czele którego z nadania kapituły warmińskiej stanął komornik Sanglade, który urzędował w zameczku w Bertingen. Po zbudowaniu nowego zamku w Olsztynie (1345-1353), zameczek w Bertingen stracił na znaczeniu i uległ zapomnieniu. 
W 1345 na terenie pola Berting wójt warmiński Henryk von Luter lokował na 32 włókach (1 włóka/łan ≈ 17,955 ha) nową wieś czynszową na prawie chełmińskim. Założenie Bartąga zostało potwierdzone następnie przez kapitułę warmińską, a 1346 roku przez biskupa warmińskiego Hermana z Pragi. W 1350 zmieniono dokument lokacyjny, a w 1552 odnowiono. 
Mieszkańcy wsi otrzymali prawo rybołówstwa w Łynie i w jeziorach Bartąg i Kielarskim. 6 włók należało do kościoła parafialnego, a 6 do sołtysa. 
Wieś pierwotnie zamieszkiwali niemieccy osadnicy z Turyngii, więc początkowo nazywano ją Niemieckim Bartągiem, w odróżnieniu od Bartążka (Pruskiego Bartąga). W pierwszych latach powstał tam również kościół parafialny, ponieważ dokumenty z 1348 wymieniają tamtejszego proboszcza o imieniu Dietmar. 
Podobnie jak większość wsi i osad w komornictwie olsztyńskim, Bartąg został co najmniej dwukrotnie zniszczony a jego mieszkańcy wybici w wyniku najazdu litewskiego (21 stycznia 1356) i w trakcie wojny głodowej (8 sierpnia 1414). Później został spustoszony w czasie wojen polsko-krzyżackich.  
26 lutego 1517 roku i 14 marca 1518 roku Mikołaj Kopernik jako administrator dóbr kapituły odwiedził Bartąg w ramach akcji osiedleńczej w komornictwie olsztyńskim, co zapisał własnoręcznie w rękopisie Lokacje łanów opuszczonych.  
Od 1466 do 1772 wraz z całą Warmią, Bartąg znajdował się w granicach Korony Królestwa Polskiego. W tym czasie w południowej Warmii przeważała ludność mówiąca po polsku. 
W 1718 znajdował się tutaj folwark kapituły z 60 łanami (włókami), częściowo zniszczony w 1807 r. przez wojska napoleońskie. W 1861 r. na 447 mieszkańców 385 mówiło po polsku. W plebiscycie (1920 r.) zdecydowaną większością głosów wygrały Niemcy. Po wojnie była to wieś sołecka ze szkołą, biblioteką i pocztą. We wsi funkcjonowała karczma.
Pierwszy kościół zbudowano w 1348 r. (pw. św. Jana Ewangelisty), spalony w 1681 r., odbudowany w XVIII w., konsekrowany w 1724 r., w 1934 r. rozbudowany. Przy kościele funkcjonował szpital i szkoła. Od 1776 r. związany zarówno z kościołem, jak i szkołą był ks. Tomasz Grem, który próbował odbudować zaniedbane szkolnictwo parafialne na Warmii. We wsi można spotkać zabytkowe kapliczki oraz współcześnie postawione krzyże. Przy bramie kościoła pamiątkowe tablice w języku niemieckim, upamiętniające poległych w I wojnie światowej mieszkańców wsi (repliki; oryginały skradzione w 2006 r.).
Wieś utraciła pierwotny charakter rolniczy, większość mieszkańców dojeżdża do pracy do miasta. W 2010 r. we wsi nadano nazwy ulicom. 
W 2000 r. wieś zamieszkiwana była przez 493 osoby, z kolei w 2016 już przez 1603 mieszkańców.

## Religia

### Kościół parafialny
Pierwszym proboszczem był Dietmar (wymieniony w dokumentach w 1348) r.
Kościół w Bartągu pw. św. Jana Apostoła powstał w 1363. W 1681 uległ spaleniu. Ponownie konsekrowany w 1724 przez sufragana Jana Franciszka Kurdwanowsiego. Wyposażenie gotyckie, cenny ołtarz główny wykonano w 1695 r. w warsztacie królewieckiego snycerza Izaaka Riga, polichromie stropu pochodzą z 1724. W 1800 r. dostawiono nową wieżę na planie prostokąta, hełm czterospadowo-cebulowy. W połowie XIX w. świątynię regotyzowano, a w 1934 przebudowano i powiększono. W latach 1873–1886 wikariuszem był ks. J. Jabłoński, współzałożyciel i redaktor pisma Warmiak.

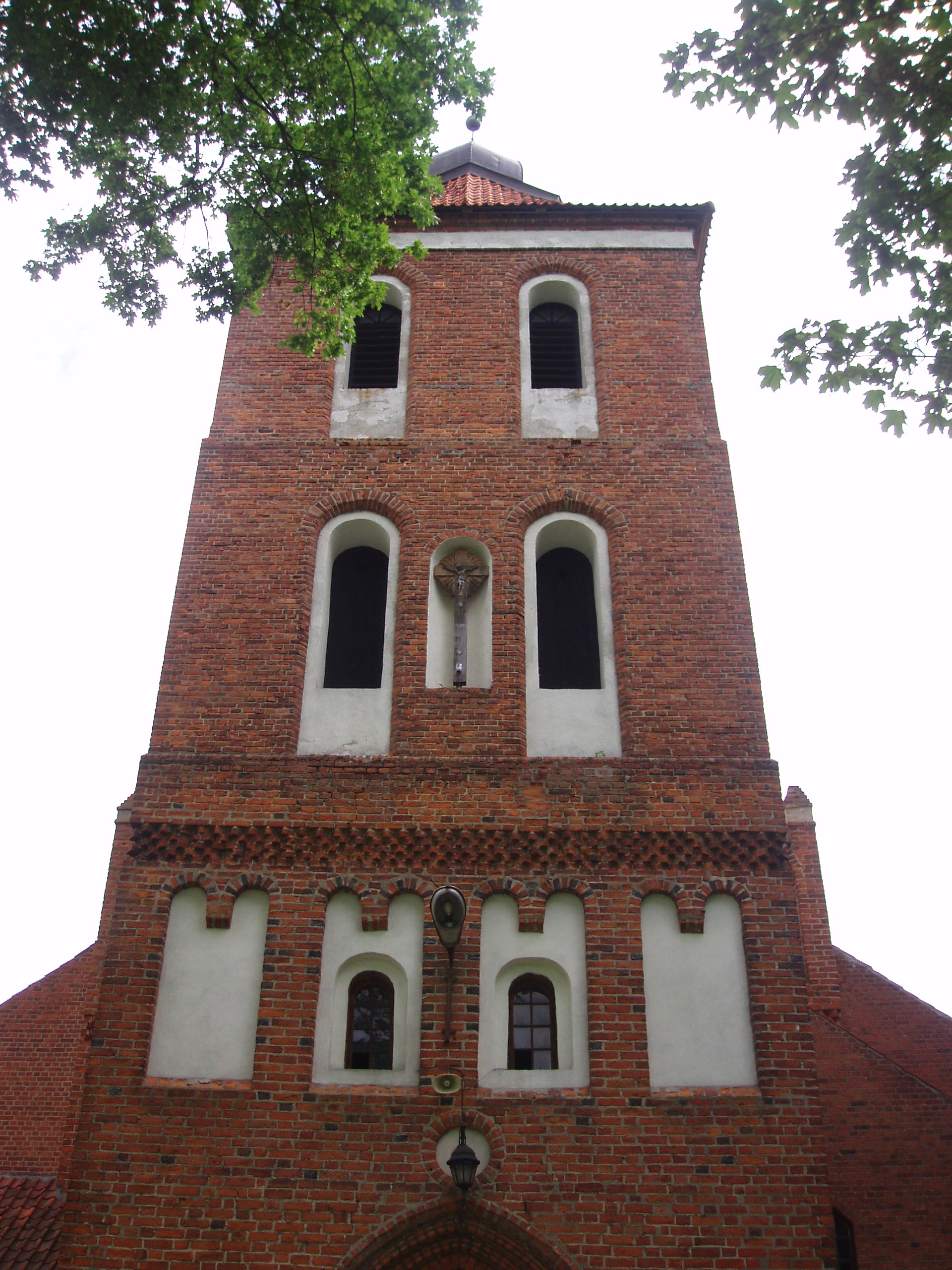
wieża kościoła
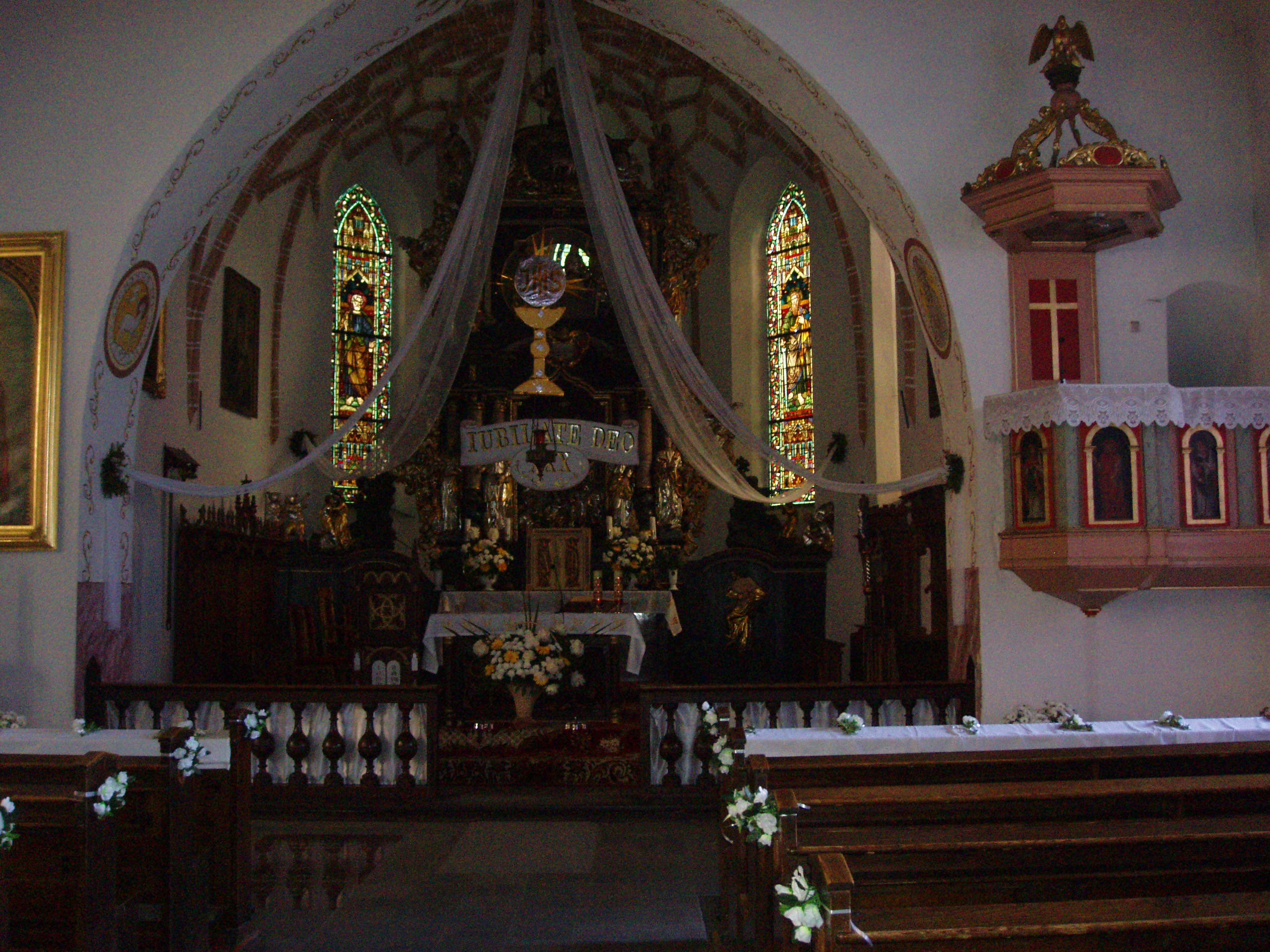
ołtarz główny
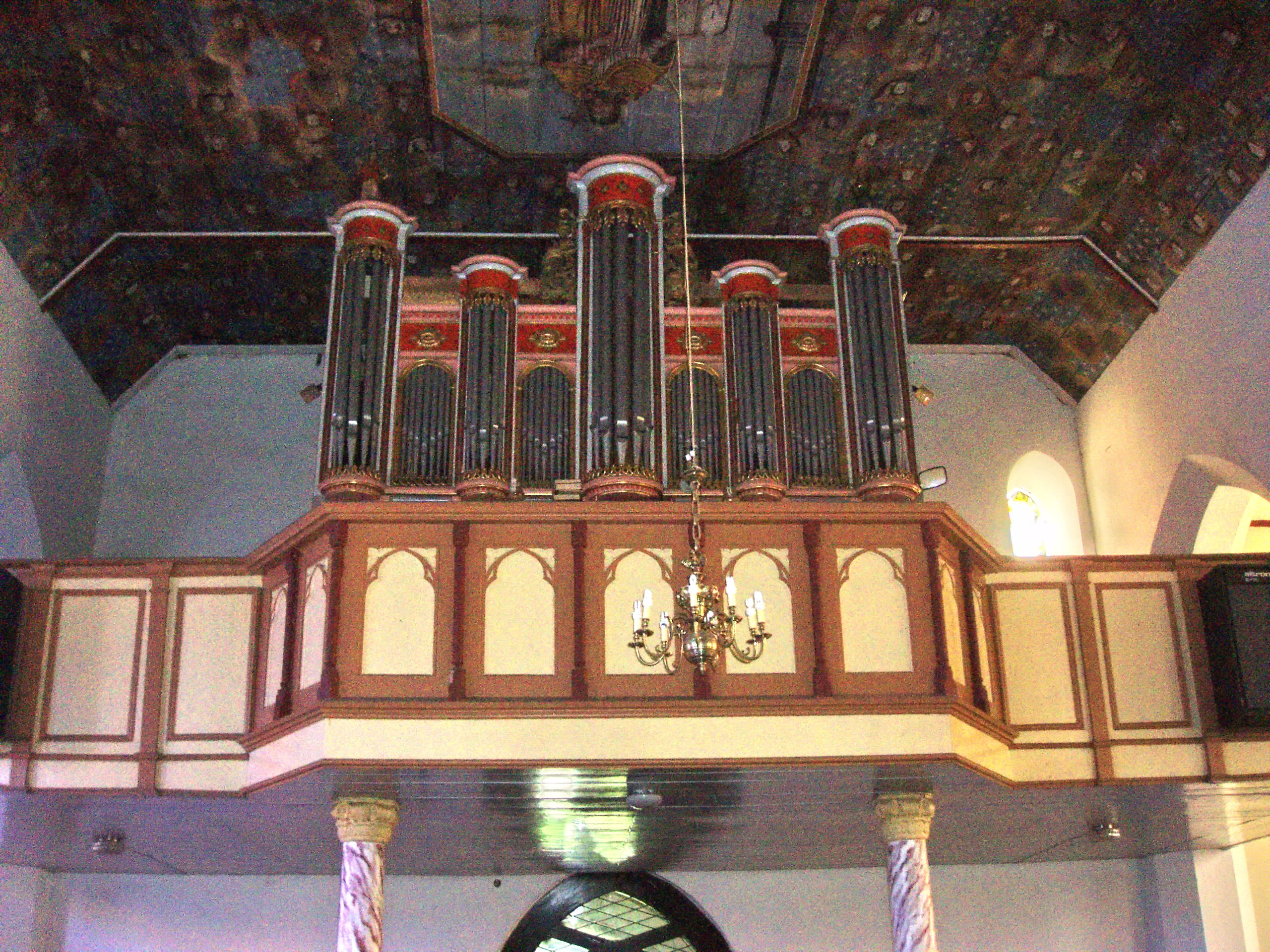
organy
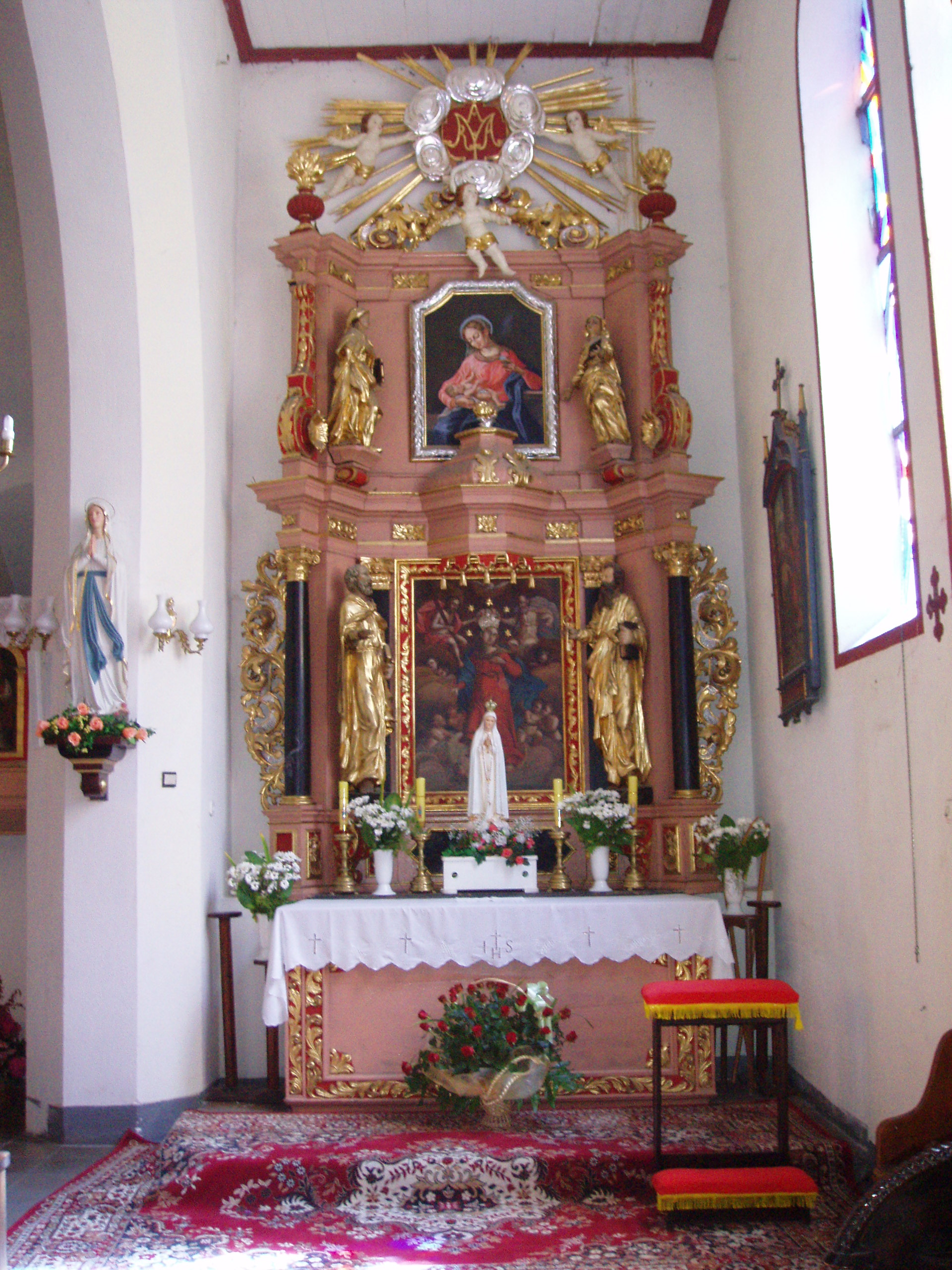
ołtarz boczny
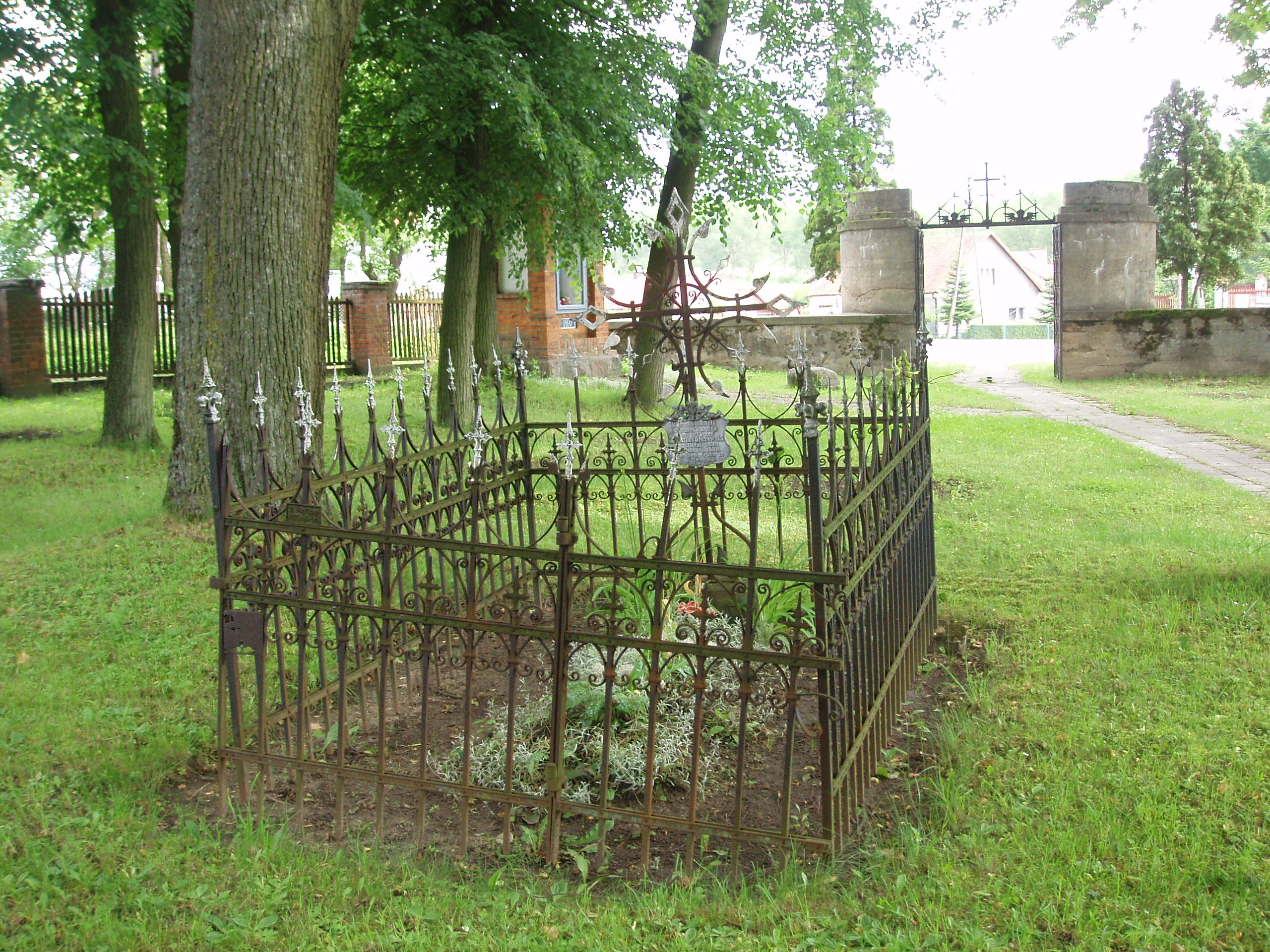
mogiła, w tle brama i kapliczka
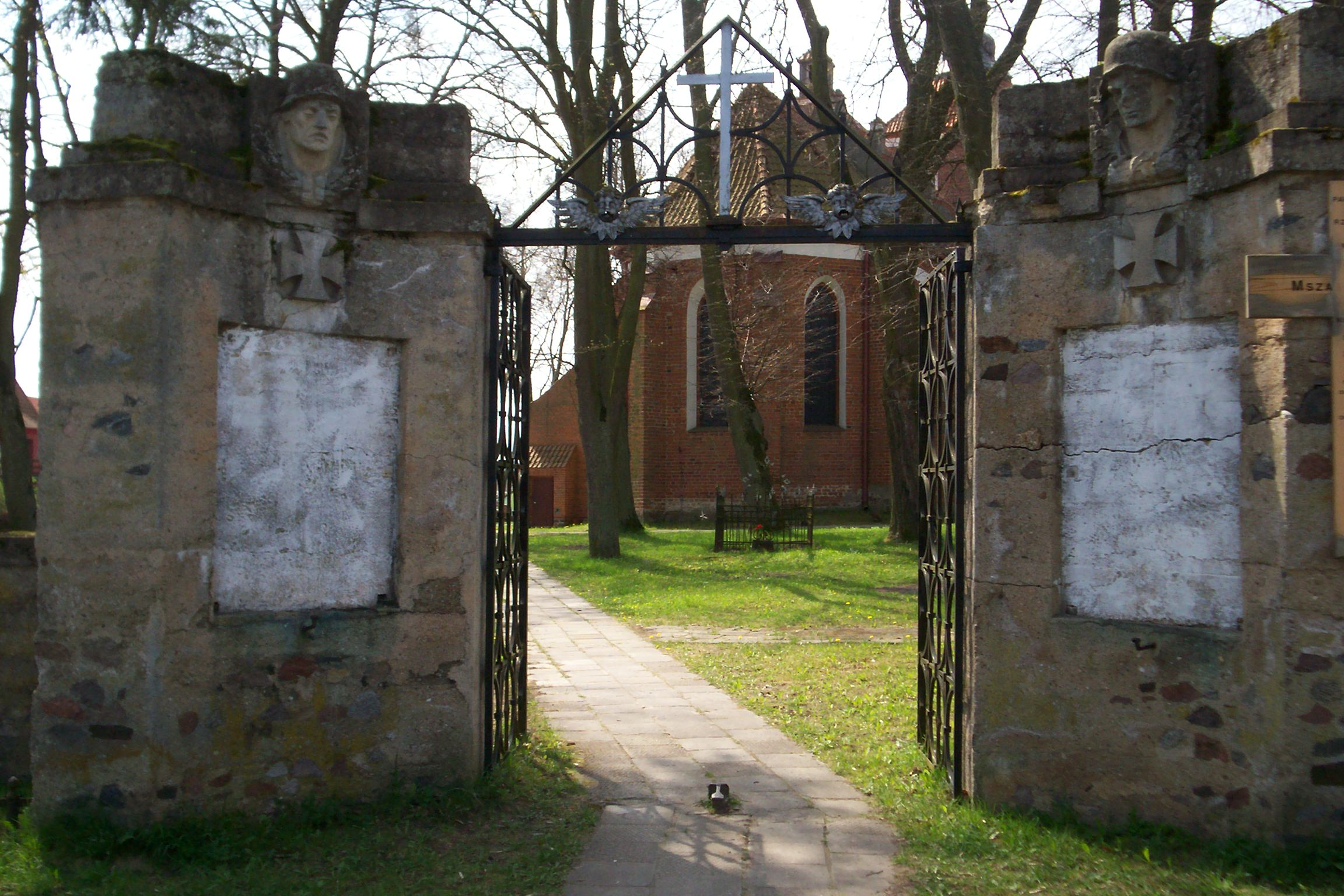
brama z pustymi miejscami po tablicach
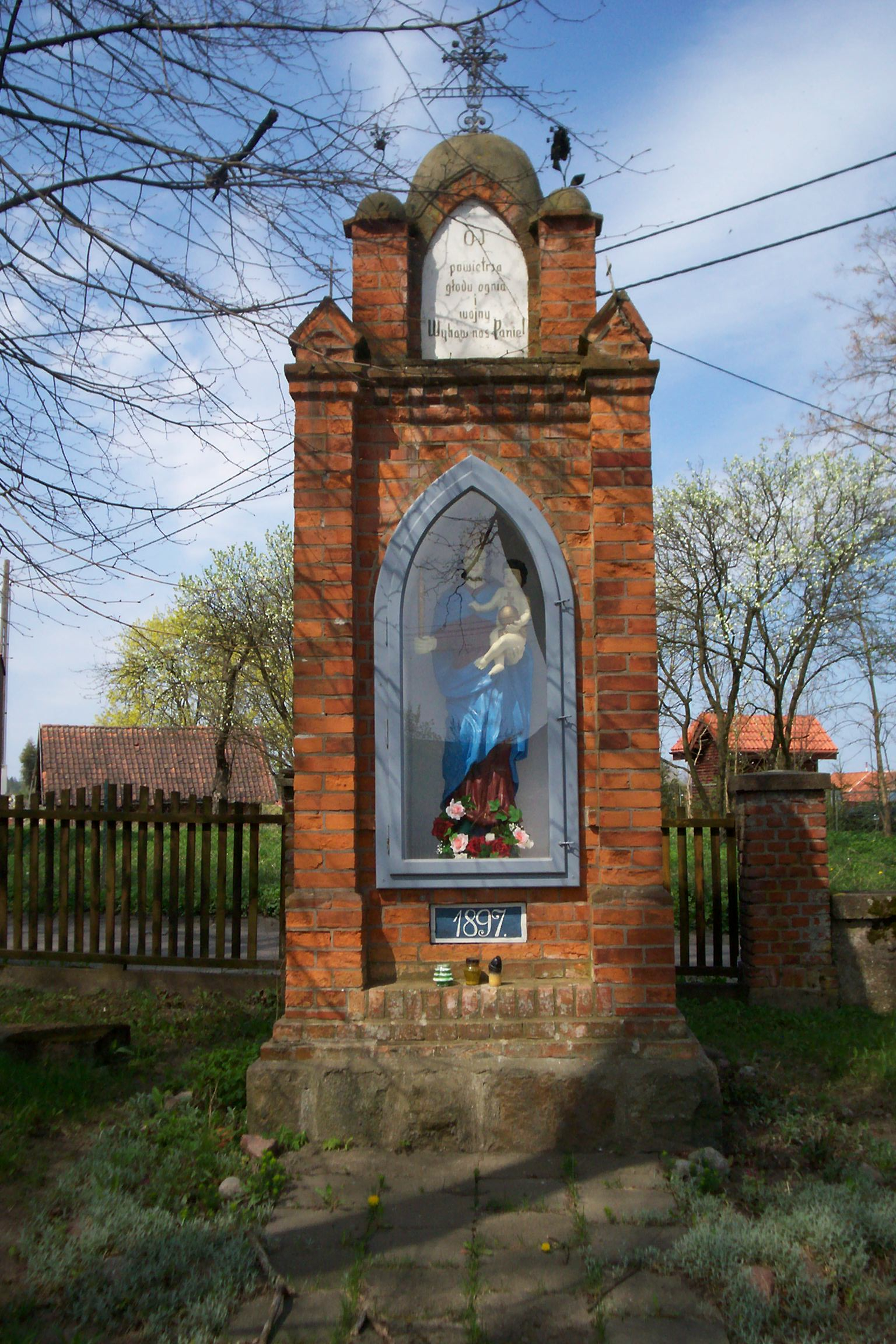
kapliczka przykościelna

### Bractwo Opatrzności Bożej
Już w XVIII w. istniało w Bartągu Bractwo Opatrzności Bożej. Po jego zaniku w latach 1780–1781 erygowano nowe Bractwo, dzięki staraniom ówczesnego proboszcza ks. Tomasza Grema. W 1780 r. papież Pius VI ustanowił szczegółowe przywileje odpustów dla członków tego Bractwa. Biskup warmiński Ignacy Krasicki na główne święto Opatrzności Bożej wyznaczył czternastą niedzielę po Zielonych Świętach (koniec sierpnia lub początek września). Daniel Chodowiecki (słynny artysta gdański, późniejszy dyrektor berlińskiej Akademii Sztuk Pięknych) w 1787 r. wykonał miedzioryt symbolizujący Opatrzność Bożą – oko umieszczone w trójkącie. O rozwój Bractwa najbardziej dbał założyciel – ks. Tomasz Grem. W latach 1781–1797 do Bractwa wstąpiło aż 4758 osób. Z kultem Opatrzności Bożej nierozłącznie związane były pielgrzymki do Bartąga (zob. łosiera). Bractwo Opatrzności Bożej zostało wznowione w 1917 r. przez proboszcza ks. Ottona Langkaua. W ciągu następnych sześciu lat do bractwa zapisało się około 2 tys. osób. Ponownie reaktywowano Bractwo dzięki staraniom proboszcza ks. kanonika Eugeniusza Bartusika w grudniu 2001 r.

## Oświata
Około 1772 r. istniała szkoła (druga szkoła w parafii istniała w Tomaszkowie). W tym czasie około 85% parafian było analfabetami. Ks. Grem opracował program nauczania i wychowania w szkołach elementarnych, wzorując się na szkolnictwie śląskim. Szkołę wiejską wyobrażał sobie jako miejsce, w którym nauczyciel odnosi się przyjaźnie do dzieci i dba o swój autorytet. Jednakże poziom w szkole był bardzo niski. Przygodni nauczyciele nie potrafili nauczyć dzieci czytać i pisać.

## Komunikacja i transport

### Transport kolejowy
- Miejscowość położona jest na trasie linii kolejowej nr 216: Działdowo – Olsztyn Główny
- Bartąg (przystanek kolejowy)